# Thaba Nchu
Thaba Nchu [tʰɑbɑˈntʃu] (Setswana, dt.: „Schwarzer Berg“; gelegentlich Thaba ’Nchu) ist eine Stadt in der südafrikanischen Provinz Freistaat. Sie liegt in der Metropolgemeinde Mangaung.

## Geographie

Setswana-Sprecher in Südafrika mit weit außerhalb liegendem Gebiet um Thaba Nchu

2011 hatte Thaba Nchu 70.118 Einwohner. Die Stadt liegt rund 60 Kilometer östlich von Bloemfontein an der Nationalstraße N8, die nach Maseru in Lesotho führt. Die Bevölkerung besteht vor allem aus Basotho und Batswana.
Thaba Nchu liegt im meist recht flachen, baumarmen südafrikanischen Highveld. Die Umgebung weist aber einige Berge auf, insbesondere südöstlich der Stadt den namensgebenden Thaba Nchu, der 2139 Meter über dem Meeresspiegel liegt. Nördlich des Stadtzentrums liegt der dichtbevölkerte Ortsteil Selosesha. Wenige Kilometer westlich von Thaba Nchu liegt Botshabelo, einst nach Soweto die zweitgrößte Township Südafrikas.

## Geschichte

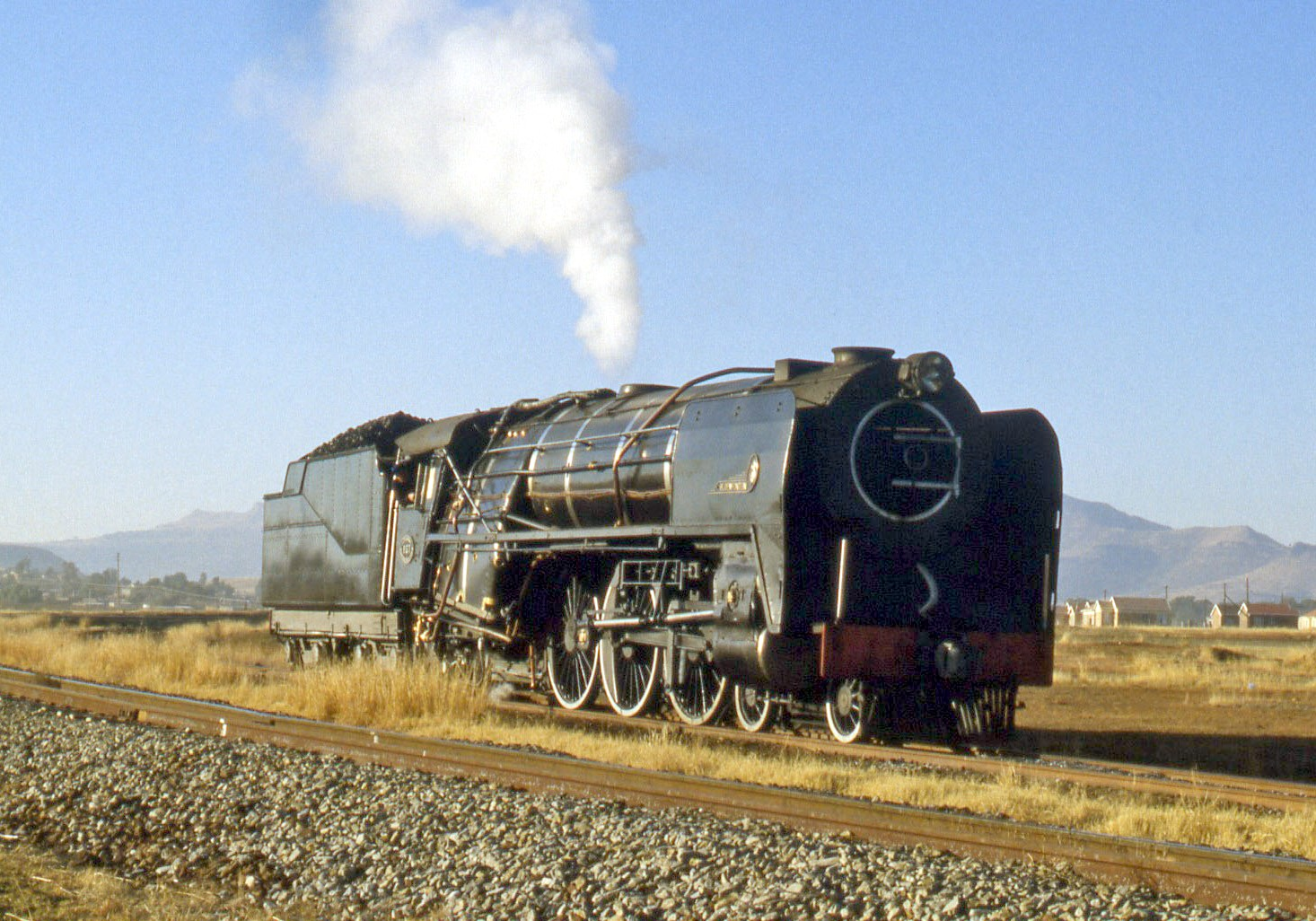
Dampflokomotive in Thaba Nchu

Die erste Siedlung an der Stelle des heutigen Thaba Nchu wurde 1833 von Moroka II., einem Chief der Setswana-sprachigen Barolong, gegründet. Sein Stamm war durch den Zulukönig Mzilikazi von seinem Siedlungsgebiet jenseits des Vaal vertrieben worden. Die Barolong hatten freundschaftliche Beziehungen zu den Voortrekkern, die so den Ort im Krieg gegen Mzilikazi nutzen konnten. Die Basotho unter Moshoeshoe I. sahen die Barolong als tributpflichtig an. Der Ort blieb bis 1886 von den Buren respektiertes Siedlungsgebiet der Barolong innerhalb des Oranje-Freistaats. Er erhielt eine Insellage, nachdem die Buren im Seqiti-Krieg die westlichen Gebiete des Herrschaftsbereichs Moshoeshoes erobert hatten. 1873 wurde der Ort offiziell anerkannt.
Durch den 1913 erlassenen Natives Land Act wurde Thaba Nchu zwangsweise zur Heimat weiterer in der Region lebender Batswana. Mit der 1977 deklarierten Unabhängigkeit von Bophuthatswana während der Apartheid wurde Thaba Nchu mit seiner Umgebung ein Verwaltungsdistrikt in diesem Homeland, das für die Batswana Südafrikas eingerichtet worden war. Das Gebiet um Thaba Nchu war das am weitesten von der Hauptstadt Mmabatho gelegene Gebiet. Thaba Nchu wurde zu einem wichtigen Handelsplatz und erhielt Hotels sowie Spielbanken, die in Südafrika außerhalb der Homelands verboten waren.
Bis 2011 gehörte Thaba Nchu zum Distrikt Motheo.

## Politik
Thaba Nchu wird von Häuptling Albert Moroka regiert, der auch als traditioneller Richter tätig ist. Zugleich gibt es in Thaba Nchu einen Gerichtshof, in dem die Gesetze Südafrikas angewendet werden. Als Teil der Gemeinde Mangaung ist Thaba Nchu der Gemeindeverwaltung untergeordnet.

## Wirtschaft und Verkehr
Haupterwerbszweige sind der Vergnügungstourismus, Handel und Landwirtschaft, die in der recht fruchtbaren Umgebung betrieben wird.
Thaba Nchu liegt nahe der Nationalstraße N8. Die Bahnstrecke Bloemfontein–Bethlehem führt durch Thaba Nchu, wird aber planmäßig nur noch im Güterverkehr betrieben. Thaba Nchu hat einen Flugplatz mit dem IATA-Code TCU.

## Sehenswürdigkeiten
- Am Fuß des Thaba Nchu liegt das Wildreservat Maria Moroka Game Reserve.

## Persönlichkeiten
- Zaccheus Richard Mahabane (1881–1971), Politiker des African National Congress, geboren in Thaba Nchu
- James Sebe Moroka (1891–1985), Politiker des African National Congress, geboren in Thaba Nchu
- Ellen Kuzwayo (1914–2006), Sozialarbeiterin, Frauenrechtlerin, Schriftstellerin, Schauspielerin und Politikerin